# Hégémón
Hégémón (Kr. e. III. század – Kr. e. II. század) görög epigrammaköltő.
Ránk mindössze egyetlen epigrammája maradt az Anthologia Graeca című ókori gyűjteményben. A fennmaradt egyetlen epigramma:
Látva e sírt, komolyan szóljon s e szavakkal a vándor:
 „Ezren spártaiak álltak a perzsa erők
nyolcszázezre elé e helyen, s egy szálig elestek,
 hátra se fordulván. Ím, ez a dór nevelés."